# Borstsenap
Borstsenap (Sisymbrium loeselii) är en växtart i familjen korsblommiga växter. 